# Assault on Precinct 13 (1976)
Assault on Precinct 13 is een film uit 1976 van regisseur John Carpenter. De film groeide uit tot een cultfilm. In 2005 volgde er een nieuwe versie van Jean-François Richet. De originele film uit 1976 werd in de Verenigde Staten geen succes maar kende in Europa een enorme populariteit.

## Verhaal
In een verwaarloosde buurt in South Central Los Angeles, beter bekend als Anderson ghetto, regeren de straatbendes. Op een dag wordt er een groot aantal wapens gestolen door de bende Street Thunder. De LAPD grijpt in en schiet zes van de bendeleden dood. Als gevolg zweren de vier belangrijkste bendeleiders van de stad een bloedeed. Deze eed is ook bekend als een Cholo. Dit betekent dat ze tot de dood zullen vechten. Hun doel: wraak nemen op de inwoners en politie van Los Angeles.
Ondertussen wordt een politiekantoor in Anderson gesloten. Afdeling 13 bevindt zich daar, maar gaat binnenkort verhuizen. Inspecteur Bishop krijgt voorlopig de leiding tot de afdeling volledig gesloten is. Wanneer er een politiebus met drie zware criminelen gedwongen is te stoppen, vragen ze of de gevangenen tijdelijk in de cellen van Afdeling 13 opgesloten kunnen worden.  Bishop kan niets anders dan de drie gevangenen een cel geven. De bekendste van de drie gevangenen is Napoleon Wilson. Hij is een ter dood veroordeelde moordenaar. Ondertussen zijn de straatbendes bezig met hun wraak. Ze richten zich op een ijsverkoper die net een ijsje verkoopt aan een klein meisje. De ijsverkoper wordt doodgeschoten, evenals het meisje. De vader van het meisje, Lawson, ziet de moord gebeuren en draait door. Hij grijpt het pistool van de ijsverkoper en schiet een bendelid dood. De moord brengt hem weer bij en in doodsangst vlucht hij naar Afdeling 13. Daar maakt men net aanstalten om de drie gevangenen terug naar de bus te brengen om opnieuw te vertrekken. Lawson is uitgeput en kan geen zinnig woord meer uitbrengen. Als Bishop probeert hem bij te brengen gaat het licht uit en wordt het politiekantoor onder vuur genomen. De straatbendes slaan toe, belust op wraak voor het vermoorde bendelid. Ze vermoorden enkele mensen waaronder een van de drie gevangenen. Al gauw staat Bishop er alleen voor en kan hij niets anders dan de overige gevangenen vrijlaten in de hoop dat ze hem helpen. Ook Leigh, een van de secretaresses van het politiebureau helpt hem.
De straatbendes vallen voortdurend aan en trekken zich dan even terug. Ze laten ook alle lijken verdwijnen zodat patrouillerende politiewagens niets opmerken. Bishop, Wilson en Leigh blijven uiteindelijk nog over. Lawson ligt nog altijd in coma en niemand weet nog dat de bende uit is op wraak op hem. 
De straatbendes dringen het kantoor beetje bij beetje binnen. Het overgebleven trio verstopt zich met Lawson in de kelder van het gebouw, waar ze besluiten de gang op te blazen. Net op het moment dat de druk te veel wordt, blaast Bishop met de hulp van Wilson de boel op. De vier overleven de ontploffing en merken hoe er ondertussen hulp is gekomen van andere politieagenten. Bishop maakt ten slotte aan Wilson duidelijk dat hij het een eer zou vinden om samen met hem naar buiten te stappen.

## Rolverdeling
| Acteur          | Personage |
| --------------- | --------- |
| Austin Stoker   | Bishop    |
| Darwin Joston   | Wilson    |
| Laurie Zimmer   | Leigh     |
| Martin West     | Lawson    |
| Tony Burton     | Wells     |
| Charles Cyphers | Starker   |
| Nancy Kyes      | Julie     |

## Filmmuziek
De muziek van de film werd gecomponeerd door John Carpenter, die de film ook zelf schreef en regisseerde. Verder stond hij ook in voor de montage van de film. De Main Title van de film is geïnspireerd op Immigrant Song van Led Zeppelin. Het album werd pas in 2003 uitgebracht.
1. "Assault on Precinct 13 (Main Title)"
2. "Napoleon Wilson"
3. "Street Thunder"
4. "Precinct 9 - Division 13"
5. "Targets / Ice Cream Man On Edge"
6. "Wrong Flavour"
7. "Emergy Stop"
8. "Lawson's Revenge"
9. "Sanctuary"
10. "The Windows!"
11. "Julie"
12. "Well's Flight"
13. "To The Basement"
14. "Walking Out"
15. "Assault on Precinct 13"

## Trivia
- De western Rio Bravo van Howard Hawks diende als inspiratiebron voor John Carpenter. Carpenter was een grote fan van Hawks' films.
- John Carpenter zorgde naast de regie ook voor het scenario en de filmmuziek.
- De film speelt zich af in precinct 9, division 13. De filmstudio veranderde de titel in precinct 13, wat dus fout is.
- Darwin Joston baseerde zijn personage Napoleon Wilson op het personage Harmonica, dat door Charles Bronson werd gespeeld in de film Once Upon a Time in the West (1968).
- De muziek van de film Dirty Harry (1971), gecomponeerd door Lalo Schifrin, en het liedje Immigrant Song van Led Zeppelin dienden als inspiratiebron voor de filmmuziek van Carpenter.
- De anekdote die Bishop in de film aan Leigh vertelt, gaat als volgt: als kleine jongen werd hij naar het politiekantoor gestuurd door z'n vader omdat hij had gevloekt. Deze anekdote is er eigenlijk een van Alfred Hitchcock die als kleine jongen daadwerkelijk om die reden naar de politie werd gestuurd door z'n vader. Hitchcock vertelde deze anekdote aan François Truffaut, die hem vervolgens in z'n boek over Hitchcock vermeldde.
- "Son, there is something strange about you. You got something to do with death." Deze uitspraak van Napoleon Wilson werd eerder gebruikt door Cheyenne, gespeeld door Jason Robards, in Once Upon a Time in the West (1968). Het is bovendien ook de titel van een biografie van Sergio Leone, de regisseur van Once Upon a Time in the West (1968).
- Verscheidene acteurs in de film zijn erg onbekend. Hoofdrolspeler Austin Stoker was vooral bekend van enkele blaxploitation-films, rampenfilms en scifi-films. Darwin Joston was dan weer een tv-acteur en de buurman van John Carpenter.